# Індакрінон
Індакрінон — лікарській засіб з підгрупи петльових діуретиків.
Його можна використовувати у хворих на подагру з гіпертензією як антигіпертензивний засіб, оскільки він знижує реабсорбцію сечової кислоти, тоді як інші діуретики її підвищують.

## Хіральність і біологічна активність

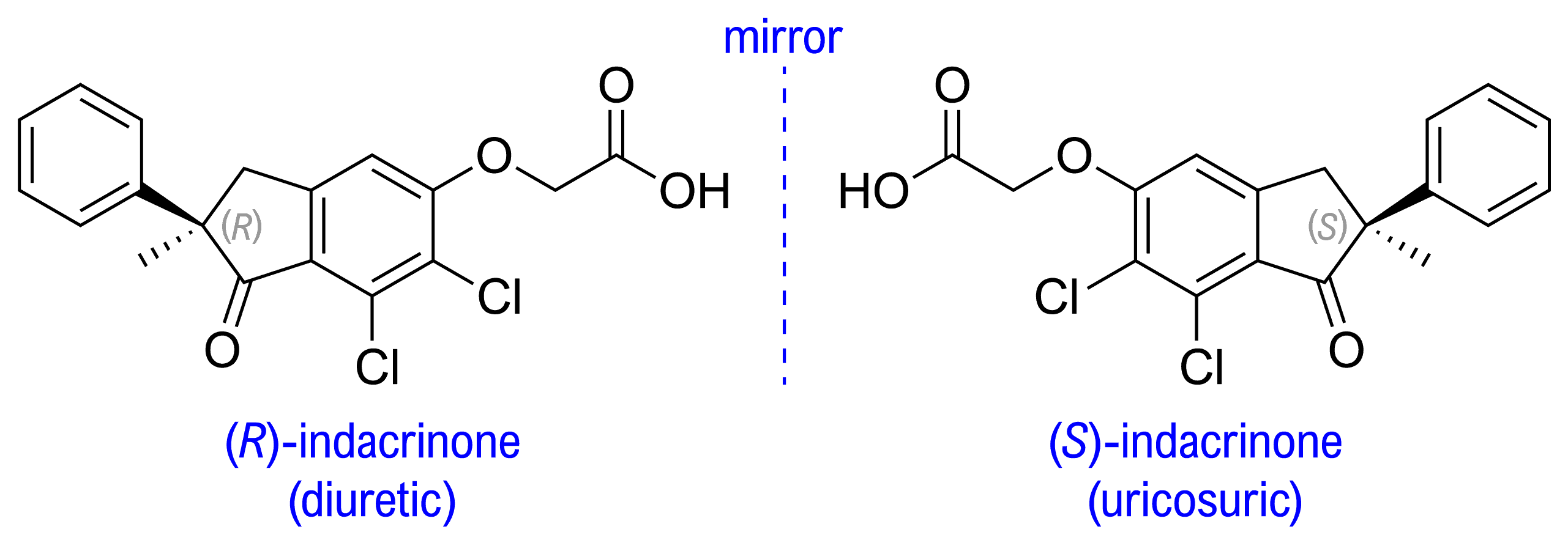
Індакрінон — Хіральні близнюки

Індакрінон є хіральним препаратом з одним хіральним центром і, отже, існує як дзеркальне відображення близнюків. (R)-енантіомер, евтомер, є діуретиком, тоді як дзеркальна версія (S)-енантіомеру протидіє побічній дії евтомера. Тут обидва енантіомери по-різному сприяють загальному бажаному ефекту.
Як зазначено раніше, (R)-енантіомер є фармакологічно активним діуретиком. Як і більшість інших діуретиків, (R)-ізомер має небажаний побічний ефект утримання сечової кислоти. Але (S)-енантіомер, дистомер, має властивість сприяти секреції сечової кислоти (урикозуричний ефект) і, отже, протидіяти небажаним побічним ефектам еутомеру (затримка сечової кислоти). Це хороший аргумент для маркетингу рацемічної суміші. Але дослідження показують, що суміш 9:1 двох енантіомерів забезпечує оптимальну терапевтичну цінність.

## Дивись також
- Хіральні препарати (Chiral drugs)
- Хіральність
- Евдисімічний коефіцієнт (Eudysmic ratio)